# عز الدين بن السويدي
العالم المسلم أبو إسحاق إبراهيم بن محمد، عالم شامي مواليد سنة 600 هجرية بدمشق، ونشأ بها واشتغل بصناعة الطب حتى أتقنها ولم يصل أحد من أربابها في زمانه إلى ما وصل إليه، قد حصل كلياتها، واشتمل على جزئياتها، وقرأ أيضاً في علم الأدب حتى بلغ فيه أعلى الرتب، وأتقن العربية وبرع في علوم الأدب وخاصة الشعر وإلقائه وكان أبوه تاجراً من السويداء بحوران، ودرس مع ابن أبي أصيبعة في مكتب الشيخ أبي بكر الصقلي وعمل طبيباً في البيمارستان النوري،
وخدم أيضاً في البيمارستان بباب البريد، وتردد إلى قلعة دمشق وكان مدرسا
وكتب عز الدين بخطه كتباً كثيرة جداً في الطب وغيره فمنها خط منسوب طريقة ابن البواب، ومنها خط يشابه مولد الكوفي، حيث كتب ثلاث نسخ من كتاب القانون لابن سينا، وفي سنة 632 هجرية وصل إلى دمشق تاجر من بلاد العجم، ومعه نسخة من شرح ابن أبي صادق لكتاب منافع الأعضاء لجالينوس وهي صحيحة معقولة من خط المصنف ولم يكن قبل ذلك منها نسخة في الشام.

## مدحه ابن أبي أصيبعة
أنشد شعرا لابن أبي اصيبعة لما ألف ابن أبي أصيبعة كتاب في تاريخ المتطببين المعروف بكتاب عيون الأنباء في طبقات الأطباء، فقال:

## كتبه
- كتاب الباهر في الجواهر
- كتاب التذكرة الهادية والذخيرة الكافية في الطب.